# Перипатетики
Перипате́тики (др.-греч. περι-πατέω — «ходить кругом, прохаживаться»; περί — «около, вокруг» и πατεῖν — «идти, шагать») — ученики и последователи Аристотеля, его философская школа. Основана в 335/334 годах до н. э.
Название школы возникло из-за привычки Аристотеля прогуливаться с учениками во время чтения лекций. Другое название школы — «Ликей» (Λύκειον; в средневековом или традиционном латинском произношении — лице́й), по названию храма Аполлона Ликийского, расположенного рядом с гимнасием, где преподавал Аристотель. Гегель, в своих «Лекциях по истории философии», утверждал, что школа Аристотеля получила название «перипатетической» из-за того, что Ликей был оборудован Периклом для прогулок ещё до того, как Стагирит (Аристотель) купил его и открыл там школу, а не потому, что он, якобы, читал ученикам лекции на ходу.
В средневековье «перипатетиками» называли схоластов, поскольку философия Фомы Аквинского многое заимствовала из философии Аристотеля, главным образом из его метафизики и учения о душе. Начиная с IX века перипатетизм был воспринят и получил развитие в работах арабоязычных мыслителей (аверроизм).

## Наиболее известные перипатетики
- Аристотель
- Теофраст
- Эвдем
- Аристоксен Тарентский
- Дикеарх
- Стратон
- Афиней Механик
- Адраст Афродисийский
- Александр из Дамаска
- Александр Афродисийский
- Боэт Сидонский
- Фаний Эресский
- Иероним Родосский[англ.]
- Критолай